# Frankrike i olympiska vinterspelen 1952
Frankrike deltog med 26 deltagare vid de olympiska vinterspelen 1952 i Oslo. Totalt vann de en bronsmedalj.

## Medaljer

### Brons
- Jacqueline du Bief - Konståkning.